# Myzocallis agrifolicola
Myzocallis agrifolicola är en insektsart som beskrevs av Richards 1966. Myzocallis agrifolicola ingår i släktet Myzocallis och familjen långrörsbladlöss. Inga underarter finns listade i Catalogue of Life.